# 特雷迪代尔
特雷迪代尔（法語：Tréduder，法語發音：[tʁedydɛʁ] ⓘ）是法国阿摩尔滨海省的一个市镇，位于该省西北部，属于拉尼永区。

## 地理
特雷迪代尔（48°39'2"N, 3°33'44"W）面积4.8 平方千米，位于法国布列塔尼大區阿摩尔滨海省，该省份为法国西北部沿海省份，位于布列塔尼半岛北部，北濒大西洋英吉利海峡，西接菲尼斯泰尔省，南至莫尔比昂省，东临伊勒-维莱讷省。
与特雷迪代尔接壤的市镇（或旧市镇、城区）包括：朗韦莱克、普莱斯坦莱格雷沃、普卢泽朗布尔、普吕菲尔、圣米歇尔昂格雷沃。

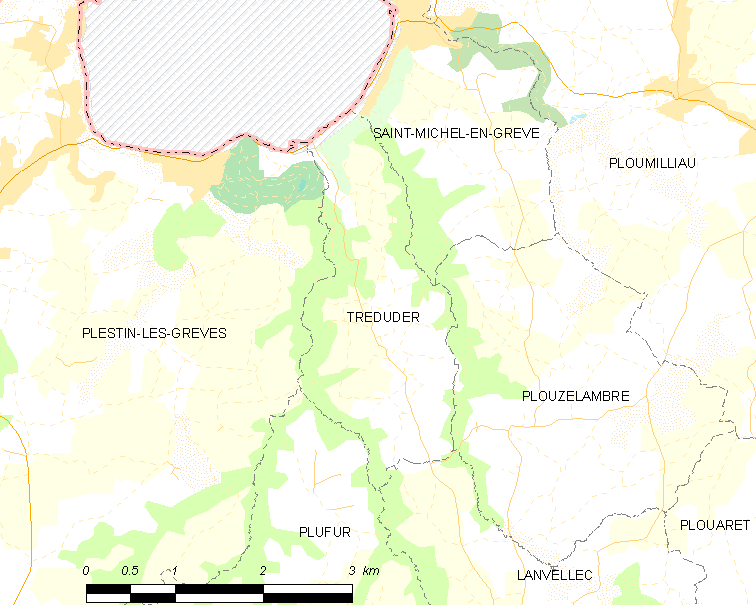
特雷迪代尔的OSM定位图

特雷迪代尔的时区为UTC+01:00、UTC+02:00（夏令时）。

## 行政
特雷迪代尔的邮政编码为22310，INSEE市镇编码为22350。

## 政治
特雷迪代尔所属的省级选区为普莱斯坦莱格雷沃县。

## 人口

1962-2008年间特雷迪代尔人口变化图示

特雷迪代尔于2022年1月1日时的人口数量为201人。